# Spazio localmente convesso
In matematica, uno spazio localmente convesso è uno spazio vettoriale topologico che generalizza il concetto di spazio normato.
La topologia localmente convessa su uno spazio vettoriale topologico (reale o complesso) è una topologia formata da una base di insiemi convessi tale per cui le operazioni lineari sullo spazio sono continue. Non si tratta necessariamente di una topologia di Hausdorff.
Da un punto di vista analitico uno spazio localmente convesso può essere caratterizzato considerando uno spazio vettoriale topologico {\displaystyle X} nel quale è definita una famiglia {\displaystyle P} di seminorme. Lo spazio {\displaystyle X} viene detto localmente convesso se:
{\displaystyle \cap _{p\in P}\{x\in X|p(x)=0\}=\{0_{X}\}}
La topologia naturale che caratterizza uno spazio localmente convesso è dunque la topologia più debole tale per cui le seminorme della famiglia sono funzioni continue, e continua è l'operazione di addizione.

## Definizione
Sia {\displaystyle V} uno spazio vettoriale sul un campo {\displaystyle K}, che può essere {\displaystyle \mathbb {R} } o {\displaystyle \mathbb {C} }. Si può definire la nozione di spazio localmente convesso sia utilizzando insiemi convessi, sia mediate una famiglia di seminorme.

### Insiemi convessi
Un sottoinsieme {\displaystyle C} di {\displaystyle V} può essere:
- Un insieme convesso se {\displaystyle tx+(1-t)y} appartiene a {\displaystyle C} per tutti gli {\displaystyle x,y\in C} e per {\displaystyle 0\leq t\leq 1}. In altri termini, {\displaystyle C} contiene tutti i segmenti che congiungono i suoi punti.
- Un insieme circolare se {\displaystyle \lambda x\in C} per tutti gli {\displaystyle x\in C} quando {\displaystyle |\lambda |=1}. Se {\displaystyle K=\mathbb {R} }, {\displaystyle C} è uguale alla sua riflessione rispetto all'origine. Se {\displaystyle K=\mathbb {C} }, allora per tutti gli {\displaystyle x\in C} l'insieme {\displaystyle C} contiene la circonferenza centrata nell'origine e passante per {\displaystyle x} nel sottospazio mono-dimensionale (complesso) generato da {\displaystyle x}.
- Un cono se {\displaystyle \lambda x\in C} per tutti gli {\displaystyle x\in C} quando {\displaystyle 0\leq \lambda \leq 1}.
- Un insieme bilanciato se {\displaystyle \lambda x\in C} per tutti gli {\displaystyle x\in C} quando {\displaystyle |\lambda |\leq 1}. Se {\displaystyle K=\mathbb {C} }, allora per tutti gli {\displaystyle x\in C} l'insieme {\displaystyle C} contiene il disco centrato nell'origine e la cui frontiera comprende {\displaystyle x} nel sottospazio mono-dimensionale (complesso) generato da {\displaystyle x}. In altri termini, si tratta di un cono circolare. Se {\displaystyle K=\mathbb {R} } e {\displaystyle x\in C}, allora {\displaystyle C} contiene il segmento congiungente {\displaystyle x} con {\displaystyle -x}.
- Un insieme assorbente se {\displaystyle V} è l'unione degli insiemi {\displaystyle tC} per {\displaystyle t>0}. In modo equivalente, per ogni {\displaystyle x\in V} si ha che {\displaystyle tx\in C} per qualche {\displaystyle t>0}.
- Un insieme assolutamente convesso se è bilanciato e convesso.

Uno spazio vettoriale topologico localmente convesso è uno spazio vettoriale topologico che ammette una base di intorni dell'origine che sono di insiemi assorbenti assolutamente convessi.
Dal momento che la traslazione è una mappa continua (per definizione di spazio vettoriale topologico), tutte le traslazioni sono omeomorfismi e dunque ogni base locale può essere traslata nell'intorno di qualsiasi altro vettore diverso dall'origine.

### Seminorme
Uno spazio localmente convesso è uno spazio vettoriale {\displaystyle V} con una famiglia di seminorme {\displaystyle \{p_{\alpha }\}_{\alpha \in A}} su {\displaystyle V}. Lo spazio possiede una topologia naturale, la topologia iniziale generata dalla famiglia (numerabile) di seminorme. Si tratta cioè della topologia più grezza tale per cui tutte le funzioni:
{\displaystyle {\begin{cases}p_{\alpha ,y}:V\to \mathbb {R} \\x\mapsto p_{\alpha }(x-y)&y\in V,\alpha \in A\end{cases}}}
sono continue. Una base di intorni per {\displaystyle V} si ottiene definendo per ogni sottoinsieme finito {\displaystyle B} di {\displaystyle A} e per ogni {\displaystyle \varepsilon >0}:
{\displaystyle U_{B,\varepsilon }(y)=\{x\in V:p_{\alpha }(x-y)<\varepsilon \ \forall \alpha \in B\}}
Si nota che:
{\displaystyle U_{B,\varepsilon }(y)=\bigcap _{\alpha \in B}(p_{\alpha ,y})^{-1}([0,\varepsilon ))}
Relativamente alla definizione "insiemistica", lo spazio vettoriale topologico risultante è localmente convesso in quanto ogni {\displaystyle U_{B,\varepsilon }(0)} è assolutamente convesso e assorbente.

### Equivalenza delle definizioni
Per un insieme assorbente {\displaystyle C} tale che se {\displaystyle x\in C} allora {\displaystyle tx\in C} per {\displaystyle 0\leq t\leq 1}, si definisce il funzionale di Minkowski come:
{\displaystyle \mu _{C}(x)=\inf\{\lambda >0:x\in \lambda C\}}
Da tale definizione segue che {\displaystyle \mu _{C}} è una seminorma se {\displaystyle C} è bilanciato e convesso. Viceversa, data una famiglia di seminorme, gli insiemi:
{\displaystyle \left\{x:p_{\alpha _{1}}(x)<\varepsilon ,\cdots ,p_{\alpha _{n}}(x)<\varepsilon \right\}}
formano una base di insiemi assorbenti e bilanciati.

## Esempi
- Ogni spazio normato è uno spazio di Hausdorff localmente convesso, e parte della teoria degli spazi localmente convessi generalizza i risultati relativi agli spazi normati. Ogni spazio di Banach è uno spazio completo di Hausdorff localmente convesso, ed in particolare gli spazi Lp con {\displaystyle p\geq 1} sono localmente convessi.

- Più in generale, ogni spazio di Fréchet è uno spazio localmente convesso. Uno spazio di Fréchet può infatti essere definito come uno spazio localmente convesso equipaggiato con una famiglia separata di seminorme.

- Lo spazio {\displaystyle R^{\omega }} delle successioni a valori reali con la famiglia di seminorme data da:

{\displaystyle p_{i}\left(\left\{x_{n}\right\}_{n}\right)=\left|x_{i}\right|\qquad i\in \mathbf {N} }
è uno spazio di Fréchet (non normabile) in quanto la famiglia di seminorme è completa e separabile.
- Dato uno spazio vettoriale {\displaystyle V} ed una collezione {\displaystyle F} di funzionali lineari definiti su di esso, {\displaystyle V} può essere reso uno spazio vettoriale topologico localmente convesso (non normabile) munendolo della topologia più debole tale per cui i funzionali della famiglia sono funzioni continue. In particolare quando {\displaystyle V} è uno spazio di Banach reale o complesso e {\displaystyle F=V^{*}} è il suo duale questo induce la topologia debole che rende infatti lo spazio localmente convesso.

- Sullo spazio delle funzioni lisce {\displaystyle f:\mathbb {R} ^{n}\to \mathbb {C} } tali che {\displaystyle \sup _{x}|x^{a}D^{b}f|<\infty }, dove {\displaystyle a} e {\displaystyle b} sono multi-indici, si può definire la famiglia di seminorme data da:

{\displaystyle p_{a,b}=\sup _{x}|x^{a}D^{b}f(x)|}
che è separata e numerabile. Dato che lo spazio è completo, si tratta di uno spazio metrizzabile che è uno spazio di Fréchet, ed è noto come spazio di Schwartz o spazio delle funzioni a decrescenza rapida. Il suo spazio duale è lo spazio delle distribuzioni temperate.
- Dato uno spazio topologico {\displaystyle X}, lo spazio {\displaystyle C(X)} delle funzioni continue (non necessariamente limitate) su {\displaystyle X} può essere caratterizzato con la topologia della convergenza uniforme su insiemi compatti. Questa topologia è data dalla famiglia di seminorme:

{\displaystyle \phi _{K}(f)=\max\{|f(x)|:x\in K\}}
dove {\displaystyle V} spazia sull'insieme diretto di tutti i sottoinsiemi compatti di {\displaystyle X}. Se {\displaystyle V} è localmente compatto (ad esempio, può essere un aperto di {\displaystyle \mathbb {R} ^{n}}) allora nel caso di funzioni reali si applica il teorema di approssimazione di Weierstrass: ogni sottoalgebra di {\displaystyle C(X)} che separa i punti e contiene la funzione costante è un insieme denso.

## Operatori lineari continui
Utilizzando le seminorme è possibile definire una condizione necessaria e sufficiente per la continuità delle mappe definite tra spazi localmente convessi, gli operatori lineari continui.
Dati due spazi localmente convessi {\displaystyle V} e {\displaystyle W} in cui sono definite rispettivamente due famiglie di seminorme {\displaystyle \{p_{\alpha }\}_{\alpha }} e {\displaystyle \{q_{\beta }\}_{\beta }}, una mappa lineare {\displaystyle T:V\to W} è continua se e soltanto se per ogni {\displaystyle \beta } esistono {\displaystyle \alpha _{1},\dots \alpha _{n}} ed esiste {\displaystyle M>0} tali che per tutti i vettori {\displaystyle v\in V} si verifica:
{\displaystyle q_{\beta }(Tv)\leq M\left(p_{\alpha _{1}}(v)+\dotsb +p_{\alpha _{n}}(v)\right)}
In altri termini, ogni seminorma dell'immagine della funzione è limitata superiormente da una qualche somma finita di seminorme nel dominio della funzione.